# 오필선
오필선(吳弼善, 1887년 ~ 1980년 10월 13일)은 대한민국의 대법관을 역임한 법조인이다.

## 생애
전라남도 장성군에서 태어난 오필선은 휘문고등보통학교와 1924년에 경성법학전문학교를 졸업하고 1930년 사법관 후보자 고등고시에 합격하여 광주지방검찰청 목포지청 검사로 재직하다가 1933년 변호사 개업하였다.
1945년 8월 15일 광복 이후에 광주지방법원장에 임명되었으며 이후 1952년 2월 28일 광주고등법원 1959년 1월 10일 서울고등법원에 법원장에 임명되어 재직하다가 1959년 10월 7일 정년 퇴임한 허진 후임으로 대법관에 임명되었다. 대법관 재임 중에 중앙선거관리위원회 위원과 헌법위원회 예비위원으로활동했다.
1961년 6월 6일 공포된 국가재건비상조치법에 의해 대법원이 대법원장과 대법원 판사만으로 구성되면서 대법관직에서 자동 면직되었으며 이후 공직에서 물러나 변호사 개업하고 1962년 광주변호사회 회장이 되었다. 변호사 활동을 하다가 1980년 10월 13일 밤10시 광주시 동구 궁동 자택에서 심장마비로 사망했다.

## 주요 판결
대법원 형사부 재판장으로 재직하던 1959년 10월 30일에 한강 둑 여인 살해 사건으로 1심에서 무기징역, 2심에서 징역10년을 선고받은 김종원(29세 여성) 피고인에 대해 원심을 파기하고 징역15년을 선고했다. 1960년 2월 17일에 한국전쟁 중이던 1950년 7월 24일에 농업 창고에 보관된 백미 1가마를 훔쳐 인민군에게 제공하고 양인 1명을 살해하여 국가보안법, 비상사태하의 범죄처벌에 관한 특별조치령 위반으로 1심에서 사형을 선고받았다가 상소심에서 무기징역이 선고되어 확정됐다가 검찰총장에 의해 비상상고된 이만규 피고인에 대해 "형법 제55조 법률상의 감경을 적용한 것은 그릇된 것"이라고 하면서 "검찰총장의 비상상고는 이유있다"며 무기징역을 선고한 원심을 파기하고 사형을 선고했다. 1961년 2월 17일에 "조선민주주의인민공화국 내무상 방학세의 조종을 받고 군사기밀과 정보를 수집해 보고했다"는 모란봉망 간첩사건 피고인에 대해 상고를 기각함으로써 무기징역을 선고받은 박종린을 제외한 나머지 5명에 대해 무죄를 확정했다. 4월 29일에 구상 시인, 편광우 시나리오 작가 등 문인들이 연루된 국가보안법위반과 일반 이적 사건에 대해 "진공관을 구입하여 일본에 밀수출한 행위는 이적이 아니라 단순히 상행위에 지나지 않고 물품이 군사상 기밀에 해당하지 않는다"며 무죄를 확정했다.